# Mart Mägi
Mart Mägi, född 2 april 1936 i Tallinn, är en svensk-estnisk professor emeritus i maskinelement och fordonsteknik.

## Biografi
Mägi avlade civilingenjörsexamen 1959, tekn.lic.-examen 1964 och disputerade 1974, hela tiden på Chalmers tekniska högskola. Hans doktorsavhandling om verkningsgrad och förluster hos mekaniska transmissioner behandlade på ett grundläggande sätt analys av kontakt- och friktionskrafter hos olika maskinelement, och gavs ut i en andra upplaga 1984.
Mägi blev universitetslektor 1964 vid Chalmers, gästprofessor 1982–1983 vid California State University, Long Beach och vikarierande professor vid högskolan i Linköping 1985–1986. År 1988 blev han professor i fordonsteknik vid Chalmers fram till sin pensionering 2001.
Redan 1964 var han ansvarig redaktör och huvudförfattare till det första inbundna kompendiet i maskinelement vid Chalmers, som kom att utvecklas och utvidgas och ges ut i många upplagor, den senaste 2017. Tillämpning av teori och metodik har bidragit till utvecklingen av effektivare växellådor för fordon.
Mägi bidrog 1989 till bildandet av Sveriges fordonstekniska förening och blev dess första ordförande. Föreningens förebild var den amerikanska SAE - Society of Automotive Engineers, och det uttalade syftet var att utveckla och aktivera internationella kontakter i den komplexa verksamheten att bygga och utveckla fordon.
År 1991 invaldes han som ledamot i IVA, Kungl. Ingenjörsvetenskapsakademien.